# 三峰川水系県立公園
三峰川水系県立公園（みぶがわすいけいけんりつこうえん）は、長野県南信地方に位置する県立自然公園。面積526ha。1958年（昭和33年）5月1日指定。 

## 概要
長野県伊那市の高遠城跡から上流の三峰川沿岸地域やその支流の黒川沿いの渓谷、飛び地の鹿嶺高原を領域とする。第2種特別地域（高遠城址地域、幕岩地域、鹿嶺高原地域）と第3種特別地域（三峰川地域、戸台川地域）で構成される（第1種特別地域と普通地域の指定はなく土地所有別面積も0haとなっている）。
三峰川本流には、美和ダムによってできた美和湖、高遠ダムによってできた高遠湖などがある。

## 名勝
- 高遠城

## ダム湖
- 美和湖 - ダム湖百選
- 高遠湖 - ダム湖百選

## 主な河川
- 三峰川
  - 黒川

## 高原
- 鹿嶺高原

## 関連市町村
- 伊那市（旧高遠町、旧長谷村）

## 名称
地図などにより「三峰川水系県立自然公園」と「自然」を付加して表記されている場合もある為、正式名称として取り扱う場合は注意が必要である。
- 長野県立公園条例（昭和25年（1950年）長野県条例第12号）の時代に、長野県告示第184号[2]により「三峰川水系県立公園」が指定された。
- その後、長野県立自然公園条例（昭和35年（1960年）長野県条例第22号）[4]の施行に伴い長野県立公園条例は廃止されたが、従前の県立公園及びその区域は現条例の規定に基づく自然公園の区域とみなす事となった為、正式名称は従前のまま「三峰川水系県立公園」である。